# Панін Андрій Володимирович
Андрі́й Володи́мирович Па́нін (рос. Андрей Владимирович Панин; 28 травня 1962, Новосибірськ, РРФСР, СРСР — 6 березня 2013, Москва, Росія) —  російський актор театру і кіно, кінорежисер. Заслужений артист Російської Федерації (1999). Лауреат ряду кінопремій.

## Біографія
Андрій Панін народився 28 травня 1962 року в Новосибірську. Через два роки сім'я переїхала в Челябінськ. Потім, коли Андрію було шість років — він переїхав до Кемерово, де і прожив шістнадцять років.
У Кемерові закінчив Інститут культури і мало не закінчив харчовий інститут. Деякий час працював в Мінусинському театрі, а потім відправився підкорювати Москву. У 1991 році у він закінчив Школу-студію МХАТ (майстерня О. Калягіна) і став актором МХАТ імені А. П. Чехова. Серед його сценічних робіт — ролі у виставах «Три сестри», «Скупий лицар», «Одруження», «Смертельний номер», антрепризна постановка «Зима». Зайнятий в спектаклях театру під керівництвом Олега Табакова.
Одну з перших ролей в кіно Андрій Панін зіграв у фільмі «По прямій» (реж. Сергія Чліянца). Популярність актор здобув завдяки картинам «Мамо, не горюй» М. Пежемського, «Мама» Д. Євстигнєєва. Безсумнівним творчим досягненням актора є роль кримінального авторитета Льови Шаламова у фільмі режисера Олександра Атанесяна «24 години». Масова популярність прийшла до актора після телесеріалу «Бригада», де він майстерно зіграв роль корумпованого співробітника правоохоронних органів, який пішов у глибокий кримінал початку 1990-х. Популярності Паніна сприяв також успіх телесеріалу «Каменська».
Знявся в українському телесеріалі «День народження Буржуя-2» (2002) та зіграв головну роль в українському фільмі «Ілюзія страху».
У 2005 році був запрошений до журі Вищої ліги КВК.
У 2006 році випустив експериментальну акторську майстерню у Всеросійському державному інституті кінематографії імені С. А. Герасимова.
У 2011 році Панін почав зніматися в ролі доктора Ватсона в новому російському серіалі про Шерлока Холмса. За розповідями режисера, у новій версії розповіді Ватсона виявляться масовими фантазіями.
Помер на 51-му році життя 6 березня 2013 року в Москві за не до кінця з'ясованих обставин. Тіло 51-річного актора виявили в його власній квартирі на Балаклавському проспекті, Північне Чертаново. За даними ЗМІ рідні протягом чотирьох днів не могли додзвонитися до актора, а вранці 7 березня знайомий виявив тіло Паніна з травмою голови. 12 березня 2013 року похований на Троєкурівському кладовищі.

### Особисте життя
Андрій Панін — батько трьох дітей. Від першого шлюбу з економістом Тетяною у нього донька Надія, від другого шлюбу з Наталією Рогожкіною — сини Олександр і Петро.

## Фільмографія
| Рік  |    | Українська назва                             | Оригінальна назва                      | Роль                                                   |
| ---- | -- | -------------------------------------------- | -------------------------------------- | ------------------------------------------------------ |
| 1992 | ф  | По прямій                                    | По прямой                              |                                                        |
| 1992 | ф  | Ризик без контракту                          | Риск без контракта                     | Костянтин                                              |
| 1994 | ф  | Прохіндіада 2                                | Прохиндиада 2                          | чоловік на біржі                                       |
| 1997 | ф  | День повнолуння                              | День полнолуния                        | капітан                                                |
| 1998 | ф  | Мамо, не горюй                               | Мама, не горюй                         | Морячок                                                |
| 1998 | с  | Чехов і Ко                                   | Чехов и Ко                             | Петро Рубльов/Пружина-пружінскій                       |
| 1999 | ф  | Мама                                         | Мама                                   | батько сімейства Юр'євих                               |
| 1999 | ф  | Жінок кривдити не рекомендується             | Женщин обижать не рекомендуется        | директор школи                                         |
| 1999 | ф  | Каменська                                    | Каменская                              | Стасов                                                 |
| 2000 | ф  | Весілля                                      | Свадьба                                | Гаркуша                                                |
| 2000 | с  | Кордон. Тайговий роман                       | Граница. Таёжный роман                 | В'ячеслав Ворон                                        |
| 2000 | ф  | Ніжний вік                                   | Нежный возраст                         | капітан Окуньков                                       |
| 2000 | ф  | Літній дощ                                   | Летний дождь                           | Романов                                                |
| 2000 | ф  | Артист і майстер зображення                  | Артист и мастер изображения            | Затейнік, Ликер                                        |
| 2000 | ф  | 24 години                                    | 24 часа                                | Льова Шаламов                                          |
| 2000 | ф  | Замість мене                                 | Вместо меня                            | бізнесмен                                              |
| 2001 | ф  | Життя забавами повне                         | Жизнь забавами полна                   | Віктор                                                 |
| 2001 | с  | Сімейні таємниці                             | Семейные тайны                         | Максим Савін                                           |
| 2001 | с  | П'ятий кут                                   | Пятый угол                             | Юрій Пестров                                           |
| 2001 | с  | День народження Буржуя 2                     | День рождения Буржуя 2                 | майор Мовенко                                          |
| 2001 | ф  | Отрути, або Всесвітня історія отруєнь        | Яды, или Всемирная история отравлений  | Чезаре Борджіа                                         |
| 2002 | ф  | Спартак і Калашников                         | Спартак и Калашников                   | Марат Іванович                                         |
| 2002 | с  | Каменська 2                                  | Каменская 2                            | Стасов                                                 |
| 2002 | с  | Марш Турецького-2                            | Марш Турецкого-2                       | Скунс                                                  |
| 2002 | ф  | Навіть не думай!                             | Даже не думай!                         | Чернов                                                 |
| 2002 | с  | Бригада                                      | Бригада                                | Володимир Євгенович Каверін                            |
| 2002 | ф  | Шукшинські розповіді                         | Шукшинские рассказы                    | Хмирь                                                  |
| 2002 | ф  | Тріо                                         | Трио                                   | майор Микола Єгорович Агапов                           |
| 2003 | ф  | Шик                                          | Шик                                    | закрійник Платон Андрійович                            |
| 2003 | с  | Каменська 3                                  | Каменская 3                            | Стасов                                                 |
| 2004 | ф  | Вершник на ім'я Смерть                       | Всадник по имени Смерть                | Жорж                                                   |
| 2004 | ф  | Навіть не думай 2: Тінь незалежності         | Даже не думай 2: Тень независимости    | Чернов                                                 |
| 2004 | с  | Людина-амфібія. Морський диявол              | Человек-амфибия. Морской дьявол        | імпресаріо                                             |
| 2004 | ф  | Водій для Віри                               | Водитель для Веры                      | капітан Савельєв                                       |
| 2005 | ф  | Бій з тінню                                  | Бой с тенью                            | Валієв                                                 |
| 2005 | ф  | Мамо, не горюй 2                             | Мама, не горюй 2                       | Моряк                                                  |
| 2005 | с  | Повний вперед!                               | Полный вперёд!                         | Микола Кокарев / режисер спільно з Т. Владимирцева     |
| 2005 | ф  | Піжмурки                                     | Жмурки                                 | Архітектор                                             |
| 2005 | с  | Доктор Живаго                                | Доктор Живаго                          | Євграф Живаго                                          |
| 2006 | ф  | Сволота                                      | Сволочи                                | Вишневецький                                           |
| 2006 | с  | Останній бронепоїзд                          | Последний бронепоезд                   | Михайло Романов / Лісоруб                              |
| 2007 | ф  | Бій з тінню 2: Реванш                        | Бой с тенью 2: Реванш                  | Валієв                                                 |
| 2007 | ф  | Онук космонавта                              | Внук космонавта                        | скінхедТолян Титов / режисер спільно з Т. Владимирцева |
| 2007 | с  | Злочин і кара                                | Преступление и наказание               | Порфирій Петрович                                      |
| 2007 | ф  | Ванечка                                      | Ванечка                                | Гаврилов                                               |
| 2008 | с  | Каменська 5                                  | Каменская 5                            | Стасов                                                 |
| 2008 | ф  | Морфій                                       | Морфий                                 | фельдшер Анатолій Лукич Дем'яненко                     |
| 2008 | ф  | Приречені на війну                           | Обречённые на войну                    | Стефан                                                 |
| 2008 | ф  | Поцілунок не для преси                       | Поцелуй не для прессы                  | президент Олександр Олександрович                      |
| 2008 | ф  | Ілюзія страху                                | Иллюзия страха                         | Ігор Короб / Цар Соломон / Гарік                       |
| 2008 | ф  | Пробка                                       | Пробка                                 |                                                        |
| 2009 | ф  | Старша дружина                               | Старшая жена                           | З'їзд                                                  |
| 2009 | ф  | 9 травня. Особисте ставлення (кіноальманах)  | 9 мая. Личное отношение (киноальманах) | радянський солдат (новела «У травні 1945-го»)          |
| 2009 | ф  | Вовки                                        | Волки                                  | Зіновій Петрович                                       |
| 2009 | с  | Журов                                        | Журов                                  | слідчий прокуратури Іван Іванович Журов                |
| 2009 | тф | З йолопом                                    | С болваном                             |                                                        |
| 2010 | ф  | Кандагар                                     | Кандагар                               | штурман Готов                                          |
| 2010 | ф  | Стомлені сонцем 2                            | Утомлённые солнцем 2: Предстояние      | піонервожатий Кравець                                  |
| 2010 | ф  | Апельсиновий сік                             | Апельсиновый сок                       | Стівен                                                 |
| 2010 | ф  | Близький ворог                               | Близкий враг                           | злодій в законі Тяпкін, Валек                          |
| 2010 | с  | Журов-2                                      | Журов-2                                | слідчий прокуратури Іван Іванович Журов                |
| 2010 | ф  | На зраді                                     | На измене                              | Василь Кошкін                                          |
| 2010 | ф  | Одна ланка                                   | Одно звено                             | Іван                                                   |
| 2011 | ф  | Generation П                                 | Generation П                           | Коля                                                   |
| 2011 | с  | Каменська 6                                  | Каменская 6                            | Стасов                                                 |
| 2011 | с  | Стомлені Сонцем 2: Передстояння (телеверсія) | Утомлённые солнцем 2 (телеверсия)      | піонервожатий Кравець                                  |
| 2011 | ф  | Висоцький. Спасибі, що живий                 | Высоцкий. Спасибо, что живой           | лікар Анатолій Нефедов                                 |
| 2011 | ф  | Бій з тінню 3D: Останній раунд               | Бой с тенью 3D: Последний раунд        | Валієв                                                 |
| 2011 | ф  | Моя шалена родина                            | Моя безумная семья                     | Віктор Сергійович                                      |
| 2012 | ф  | Відрив                                       | Отрыв                                  | начальник табору майор Грумель                         |
| 2012 | с  | Висоцький. Чотири години справжнього життя   | Высоцкий. Четыре часа настоящей жизни  | лікар Анатолій Нефедов                                 |
| 2012 | ф  | Спокута                                      | Искупление                             | Федор                                                  |
| 2012 | ф  | Орда                                         | Орда                                   | Тінібек                                                |
| 2013 | с  | Гетери майора Соколова                       | Гетеры майора Соколова                 | майор Соколов                                          |
| 2013 | с  | Шерлок Холмс                                 | Шерлок Холмс                           | Доктор Ватсон                                          |
| 2013 | с  | Бомба                                        | Бомба                                  |                                                        |

## Нагороди
- 1999: Заслужений артист Російської Федерації
- 2001: Премія «Золотий овен» в номінації «Найкраща чоловіча роль другого плану» (фільм «Весілля»)
- 2001: XII Міжнародний фестиваль акторів кіно «Сузір'я-2001» в номінації «Найкраща чоловіча роль другого плану» (фільм «Весілля»)
- 2003: Лауреат Національної кінематографічної премії «Ніка» в номінації «Найкраща чоловіча роль другого плану» (фільм «Шик»)[1]
- 2012: Лауреат Національної кінематографічної премії «Ніка» (посмертно) в номінації «Найкраща чоловіча роль другого плану» (фільм «Спокута»)[2]